# Lisa Brix Pedersen
Lisa Brix Pedersen (* 16. August 1996) ist eine dänische Leichtathletin, die sich auf den Diskuswurf spezialisiert hat und in dieser Disziplin den dänischen Landesrekord hält.

## Sportliche Laufbahn
Erste internationale Erfahrungen sammelte Lisa Brix Pedersen im Jahr 2013, als sie bei den Jugendweltmeisterschaften in Donezk mit einer Weite von 42,30 m in der Qualifikationsrunde ausschied. 2015 belegte sie bei den Junioreneuropameisterschaften in Eskilstuna mit 49,07 m den siebten Platz und 2017 gelangte sie bei den U23-Europameisterschaften in Bydgoszcz mit 51,46 m auf Rang zehn. 2019 belegte sie bei der Sommer-Universiade in Neapel mit 53,71 m den neunten Platz und 2022 siegte sie mit 59,35 m beim Meeting Iberoamericano. Im Juli schied sie bei den Weltmeisterschaften in Eugene mit 56,54 m in der Qualifikationsrunde aus und anschließend wurde sie bei den Europameisterschaften in München mit 57,02 m Zehnte. Im Jahr darauf wurde sie bei der 2. Liga der Team-Europameisterschaft im Zuge der Europaspiele in Chorzów mit 59,20 m Erste. Anschließend schied sie bei den Weltmeisterschaften in Budapest mit 57,96 m in der Qualifikationsrunde aus. 2024 verpasste sie bei den Europameisterschaften in Rom mit 57,64 m den Finaleinzug ebenso wie bei den Olympischen Spielen in Paris, wo sie trotz einer Saisonbestleistung von 59,81 m in der Qualifikation scheiterte.
In den Jahren 2017 und 2018 sowie von 2021 bis 2023 wurde Pedersen dänische Meisterin im Diskuswurf.